# ریپاتونی
ریپاتونی (به ایتالیایی: Ripattoni) یک منطقهٔ مسکونی در ایتالیا است که در بلانته واقع شده‌است.